# 長岡高等工業学校
| 長岡高等工業学校 （長岡高工） | 長岡高等工業学校 （長岡高工）    |
| ----------------------------- | -------------------------------- |
| 創立                          | 1923年                           |
| 所在地                        | 新潟県長岡市                     |
| 初代校長                      | 福田為造                         |
| 廃止                          | 1951年                           |
| 後身校                        | 新潟大学工学部                   |
| 同窓会                        | 新潟大学 工学部同窓会 （悠久会） |

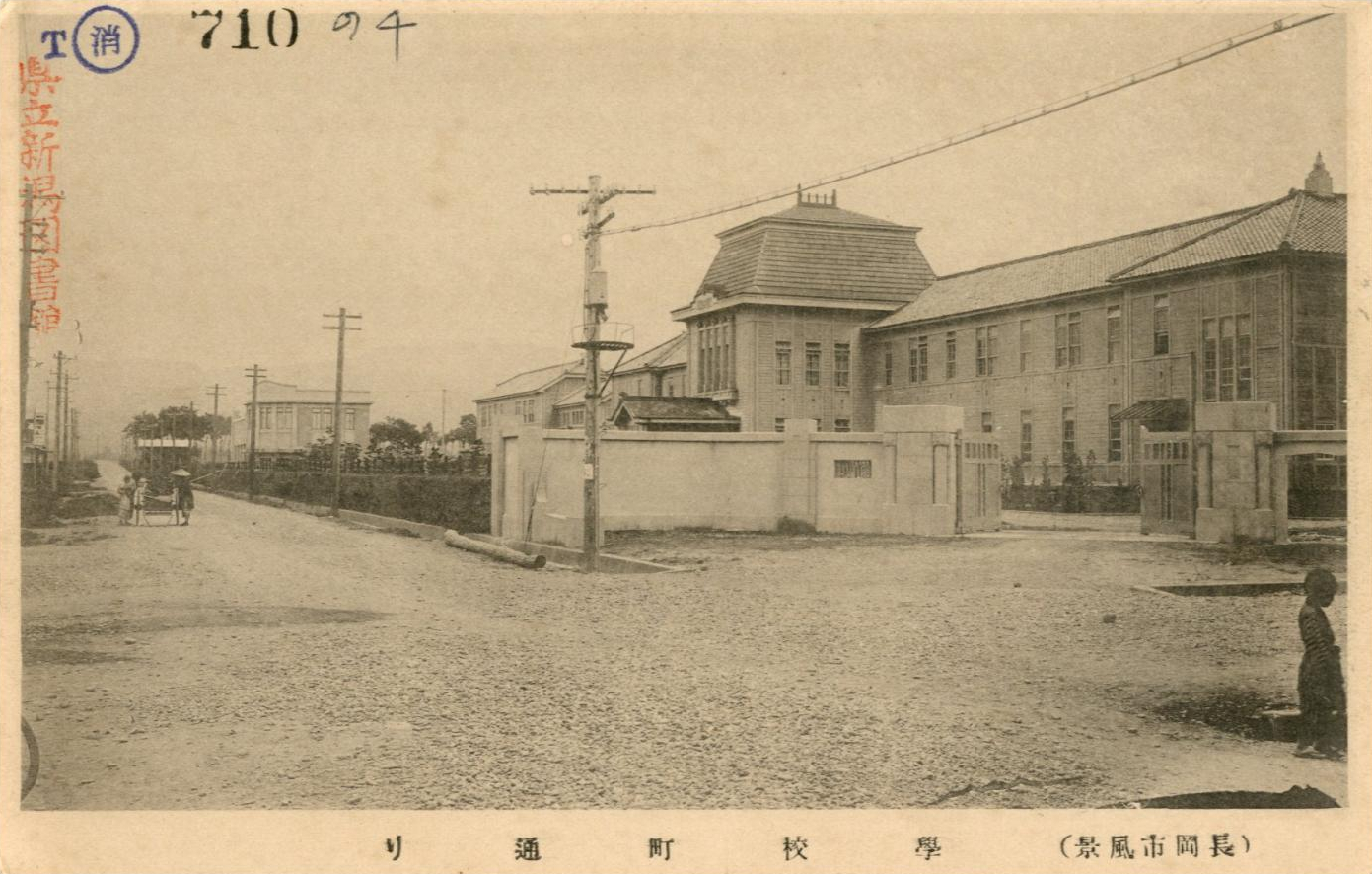
長岡高等工業学校（昭和初期の絵葉書）

長岡高等工業学校 （ながおかこうとうこうぎょうがっこう） は、1923年 （大正12年） に設立された旧制専門学校 （実業専門学校）。略称は 「長岡高工」。

## 概要
- 第一次世界大戦後の高等教育機関増設政策により、第15の官立高等工業学校として設立された。
- 創立時は本科 （修業年限3年） に電気工学科・機械工学科・応用化学科の 3科を設置した （のちに精密機械科・工作機械科を増設）。
- 福田初代校長により、基礎学尊重が教育方針とされた。
- 第二次世界大戦中に長岡工業専門学校 （略称： 長岡工専） と改称された。
- 学制改革で新制新潟大学工学部の母体となった。
- 同窓会は 「新潟大学工学部同窓会」 （愛称： 悠久会） と称し、旧制・新制合同の会である。

## 沿革

### 前史
- 1918年： 新潟県会、内務大臣に高等工業学校設立意見書を提出。
- 1920年： 長岡市への高等工業学校設置内定。
- 1920年11月： 校地を長岡市四郎丸町 （現・学校町） に決定。
- 1923年3月： 新潟県、内務大臣に地元負担金 47.5万円・土地18000坪の寄附を申請。
  - 47.5万円を県・長岡市で折半して負担。

### 長岡高等工業学校時代
- 1923年12月10日： 勅令第501号文部省直轄諸学校官制改正により長岡高等工業学校設置。
- 1924年2月： 長岡高等工業学校規則制定。
  - 本科 （修業年限3年） に電気工学科・機械工学科・応用化学科の 3科を設置。
- 1924年4月12日： 第1回入学宣誓式。14日、授業開始。
- 1926年9月： 校歌 （甲）・（乙） 制定 （葛原しげる 作詞、小松耕輔 作曲）。
- 1926年11月20日： 開校式挙行。附設科学工業博物館開館。
  - 科学工業博物館建物は長岡市の寄贈による。
- 1927年3月： 第1回卒業。同窓会 「長岡高工会」 設立。
  - 1952年8月に 「長岡工業会」、1968年6月に 「新潟大学工学部同窓会」 と改称 （「悠久会」 との愛称は1969年から）[1]。
- 1928年4月： 附設科学工業博物館にて第1回展覧会 （化学工業展覧会）。
  - 以後、毎年担当学科を変えて一般市民向け展覧会を開催。
- 1937年8月： 工業技術員養成科 （機械科） を設置。
  - 修業年限6ヶ月、入学資格は旧制中学校卒業程度。
- 1939年4月： 工業技術員養成科を廃止、機械技術員養成科を設置。
  - 修業年限2年、夜間課程。
- 1939年5月26日： 本科に精密機械科・工作機械科を増設 （文部省令第41号）。

1939年5月、長岡市議会は長岡高工の大学昇格建議を可決。6月には新潟県教育会第48回代議員会で、新潟医科大学を母体に工・農・理学部を附設する総合大学 （帝国大学） の設置案が建議された （金沢の帝国大学設置運動が先行しており、それに刺激された）。12月、新潟県議会は総合大学設置意見書を可決したが、日中戦争の戦線拡大・名古屋帝大設置と重なったため、新潟への総合大学設置は実現しなかった。

### 長岡工業専門学校時代
- 1944年4月： 長岡工業専門学校と改称 （3月28日付勅令第165号）。
  - 本科学科を改組： 機械科 （甲組：旧機械工学科、乙組：旧精密機械科、丙組：旧工作機械科）・電気科（旧電気工学科）・化学工業科（旧応用化学科）。
- 1945年10月： 寄宿舎 「悠久寮」 開寮。
- 1946年4月： 本科 機械科（乙組） が機械科精密機械分科となる。
- 1947年5月： 新潟医大学士会理事会、総合大学設置を討議。
- 1947年6月： 26日、新潟市議会、総合大学設置期成会設立建議を可決。
  - 28日、新潟医大 橋本学長、NHK新潟放送で 「北日本大学構想」 について講演。
  - 29日、北日本大学期成同盟会結成。
- 1948年6月： 文部大臣に 「新潟大学」 設置認可を申請。
- 1949年2月： 旧附設科学工業博物館が積雪科学館となる。
  - 財団法人積雪研究会の附属機関となった （1968年閉館）。
- 1949年5月31日： 新制新潟大学発足。
  - 旧制長岡工専は工学部 （機械工学科・精密機械工学科・電気工学科・工業化学科） の母体として包括された。
- 1949年10月： 工専自治会、全学連から脱退。
  - 自主性を欠き非民主的、と全学連を批判。
- 1951年3月： 旧制長岡工業専門学校、廃止。

## 歴代校長
- 初代： 福田為造 （1923年12月11日[4] - 1939年7月）
- 第2代： 坪井道三 （1939年7月 - 1945年11月24日[5]）
  - 京都工業専門学校校長に転じた。
- 第3代： 山本純如 （1945年11月24日[5] - 1951年3月）
  - 新制新潟大学工学部 初代学部長

## 校地の変遷と継承

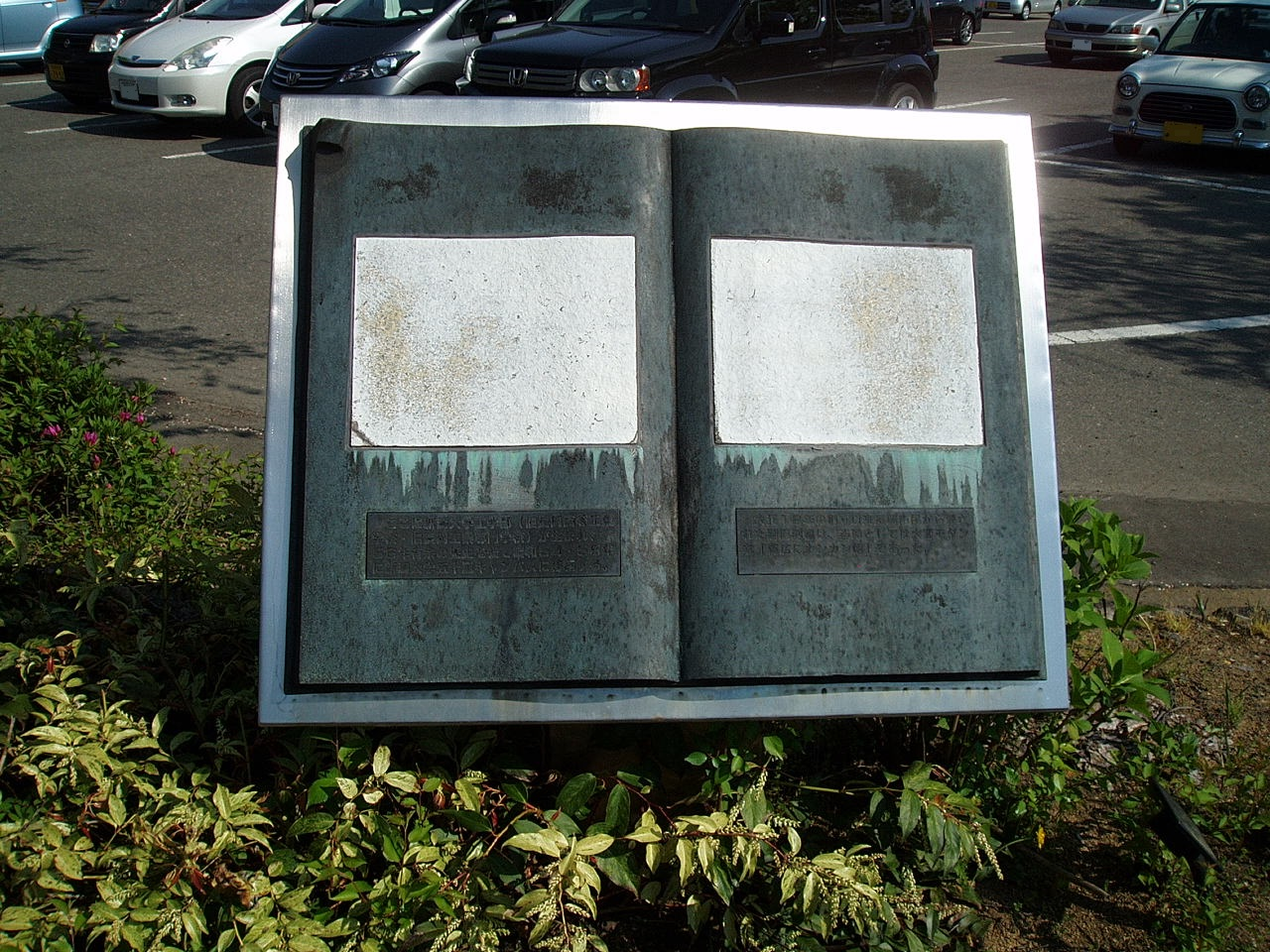
長岡高等工業学校跡の碑

創立時から廃止まで、長岡市四郎丸町 （現・学校町） の校地を使用した。同校地は後身の新制新潟大学工学部に引き継がれ、1980年に現在の新潟市五十嵐地区に移転するまで使用された。また、1953年に教育学部長岡分校が市内東神田町（新潟第一師範女子部跡）から工学部の東側に移転し、1981年まで使用した。
現在、旧長岡校地は長岡市民文化公園 （市立体育館・市立中央図書館） となっている。東側の教育学部長岡分校跡は、新潟大学教育学部附属校 （長岡小学校・長岡中学校・幼稚園） が使用している。

## 著名な出身者
新潟大学の人物一覧を参照。

## 参考書籍
- 財界評論新社教育調査会校史編纂室（編） 『新潟大学工学部五十年史』 財界評論新社、1978年2月。